# Bénéfice de division
Ne doit pas être confondu avec Bénéfice de discussion.
Le bénéfice de division est la procédure par laquelle en cas de cautionnement multiple, l'une des cautions poursuivies pour le tout peut demander au juge que l'action en paiement soit divisée entre toutes les cautions (cofidéjusseurs) solvables au jour des poursuites. 
- Code civil belge, art. 2026s

+ Art. 1203: "Le créancier d'une obligation contractée solidairement peut s'adresser à celui des débiteurs qu'il veut choisir, sans que celui-ci puisse lui opposer le bénéfice de division."
- Code civil français, art. 2303 (ancien) et suivants (pour les cautionnements conclus avant le 1er janvier 2022), article 2306 et suivants (pour les cautionnements conclus à partir du 1er janvier 2022)
- Code civil du Québec, art. 2349 s.